# Ramstein-Miesenbach
Ramstein-Miesenbach é uma cidade da Alemanha localizada no distrito de Kaiserslautern, estado da Renânia-Palatinado.
É membro e sede do Verbandsgemeinde de Ramstein-Miesenbach.